# Zapniów (województwo mazowieckie)
Zapniów – osada leśna w Polsce, położona w województwie mazowieckim, w powiecie przysuskim, w gminie Przysucha.

## Historia
Zapniów to dawna wieś. W latach 1867–1954 należał do gminie Przysucha w powiecie opoczyńskim, początkowo w guberni kieleckiej, a od 1919 w woj. kieleckim. Tam 4 listopada 1933 wszedł w skład gromady o nazwie Zapniów w gminie Przysucha, składającej się z wsi Zapniów oraz gajówek Juliuszów i Jedla. 1 kwietnia 1939 wraz z resztą powiatu opoczyńskiego został włączony do woj. łódzkiego.
Podczas II wojny światowej Zapniów włączono do Generalnego Gubernatorstwa (dystrykt radomski, powiat tomaszowski), nadal jako gromada w gminie Przysucha, licząca w 1943 roku 311 mieszkańców. Po wojnie początkowo w województwie łódzkim, a od 6 lipca 1950 ponownie w województwa kieleckim, jako jedna z 11 gromad gminy Przysucha w reaktywowanym powiecie opoczyńskim. W związku z reformą znoszącą gminy jesienią 1954 roku, już wysiedlony Zapniów włączono do nowo utworzonej gromady Przysucha. 1 stycznia 1956 gromada weszła w skład nowo utworzonego powiatu przysuskiego w tymże województwie. 1 stycznia 1958 gromadę zniesiono w związku z przekształceniem jej obszaru w miasto Przysucha, przez co Zapniów stał się formalnie obszarem miejskim. Odtąd wyłączony z obszaru miasta.
Likwidacja Zapniowa wiąże się z istniejącym w okolicy od końca XIX wieku poligonu wojskowego Barycz. Na początku lat 1950. został on rozbudowany i wówczas z tych terenów wysiedlono mieszkańców wsi: Budki, Eugeniów, Gąsiorów, Gródek (gmina Przysucha), Huta, Januchta, Józefów, Kacprów, Ludwinów, Stefanów, Wola Nosowa i Zapniów. Jednak już na przełomie lat 50. i 60. poligon zlikwidowano, a już 1 stycznia 1959 utworzono na tym terenie Nadleśnictwo Barycz, którego głównym celem było zalesienie ponad 4000 ha gruntów rolnych byłego poligonu. W miejscowości Brzeźnica wzniesiono krzyż i pamiątkowe tablice z 2005 roku. Tablica po lewej stronie poświęcona jest leśnikom i robotnikom leśnym pracującym tutaj w latach 1960–1975, natomiast tablica po prawej stronie mieszkańcom wsi, którzy mieszkali na tych terenach przed wysiedleniem.
Na obszarze Zapniowa zachował się jedynie jeden PRL-owski obiekt ze stróżowką oraz figurka św. Barbary.